# Кавалана (Маса-Карара)
Кавалана је насеље у Италији у округу Маса-Карара, региону Тоскана.
Према процени из 2011. у насељу је живело 32 становника. Насеље се налази на надморској висини од 431 м.